# Ранковий підйом (фільм)
«Ранковий підйом» (англ. Morning Glory) — комедійна драма режисера Роджера Мічела. Фільм вийшов у прокат 10 листопада 2010 року. Камео: американський реп-гурт G-Unit.

## Сюжет
На тлі невдач в особистому житті, продюсера новин Беккі Фуллер (Рейчел Макадамс) щойно звільнили з роботи у програмі Доброго ранку Нью Джерсі. Намагаючись знайти нову роботу, вона розсилає безліч резюме. Через деякий час вона влаштовується в одне з ранкових новинних шоу Нью-Йорка. В перший же день виганяє самозакоханого ведучого Пола Макві (Тай Баррел). Змушена терміново шукати нового співведучого для Колін Пек (Дайаян Кітон), вона знаходить Майка Помроя (Гаррісон Форд) — легендарного тележурналіста. Помрой має контракт з каналом, тож змушений прийняти пропозицію Беккі. Проте він не сприймає цю роботу серйозно, постійно конфліктує з Колін. Через падіння рейтингів передачу можуть закрити, тому Беккі доводиться шукати нові підходи до Майка й концепції передачі.

## У ролях
- Рейчел Макадамс — Беккі Фулер
- Гаррісон Форд — Майк Помрой
- Даян Кітон —  Колін Пек
- Джефф Голдблюм — Джеррі Барнс
- Патрік Вілсон — Адам Бенетт
- Тай Баррел — Пол Макві
- Джон Пенков — Ленні Бергман